# Odette Comandon
 (août 2015).
Si vous disposez d'ouvrages ou d'articles de référence ou si vous connaissez des sites web de qualité traitant du thème abordé ici, merci de compléter l'article en donnant les références utiles à sa vérifiabilité et en les liant à la section « Notes et références ».
Odette Comandon, née à Angoulême le 27 avril 1913 et morte à Royan le 17 août 1996, est l'auteur de comédies et de contes, actrice et conteuse en saintongeais, ou patois charentais. Elle crée le personnage populaire de la Jhavasse des Charentes, commère à la langue bien pendue (du verbe saintongeais jhavasser, bavarder, bavasser).

## Biographie
Fille de Robert Gaschet, professeur agrégé de littérature, sœur de Liliane Gaschet, poétesse, nièce et filleule de Pierre Jobit, prêtre philosophe, nièce d'Adhémar Esmein, l'homme de la Vieille Charente, son enfance est bercée à la fois de Charentes et de culture.
Elle fait à Lyon ses études secondaires, au lycée Edgar-Quinet, puis à la Faculté des lettres. Mais, elle passe toutes ses vacances dans la propriété familiale près de Condéon où elle se familiarise avec le saintongeais et s'en fait vite une spécialité. En avril 1934, elle épouse Étienne Comandon (1907-1971),sous-directeur de l'agence du Comptoir national d'escompte de Paris (CNEP) et propriétaire des cognacs Comandon à Jarnac, où elle habite pendant quarante ans. Son époux est le petit-neveu de Jean Comandon.
La rubrique hebdomadaire en patois qu'elle tient pendant des années dans le journal Sud Ouest sous le nom de Babluches et jhavasseries fonde sa notoriété. Elle multiplie ses spectacles publics avec succès et prend alors progressivement le pas sur Goulebenéze dans l'estime du public, son patois « bon chic bon genre » passant mieux que celui de son collègue. Curieusement, avec le temps et leur disparition à tous deux, l'image de Goulebenéze s'est nettement redressée, alors que celle d'Odette Comandon tend à s'estomper.
En 1952, après la mort de Goulebenéze, elle refonde la troupe du Tréteau saintongeais et devient alors l'incontestable chef de file des patoisants saintongeais, avec un succès considérable. En 1959, elle est élue membre de l'Académie de Saintonge, dont elle devient la directrice en 1965, animant avec beaucoup d'humour ses séances publiques. Cette même année, elle entre aussi à l'Académie d'Angoumois.
Multipliant ses pièces de théâtre, qui obtiennent toutes un gros succès, conférences, édition de disques, émissions de radio, publication de textes, rubriques de journaux, animations diverses, les années 1960 et 1970 sont celles d'Odette Comandon.
Selon elle, (sa) production la plus populaire a été le disque 33 tours Barclay: Veillée chez Odette Comandon qu'a enregistré à Jarnac même Ariane Segal, alors directrice artistique chez Barclay. Là, au milieu de Jarnacais venus l'entourer, elle s'en est donnée à cœur joie... et le public de faire spontanément un enchaînement de rires, de bonne humeur et de compréhension si parfaite que ladite Ariane a proclamé: n'avoir jamais travaillé avec un entourage aussi intelligent.
En 1974, remariée à Jacques Faucheux, elle se retire à Royan, où elle décède en 1996.

## Œuvres
Contes et récits
- Contes et récits de la cagouille (Delmas, 1948)
- Nouveaux Contes de la cagouille (Delmas, 1948)
- Bonheur de Saintonge (Mélusine, 1956)

Théâtre
Avec la troupe du Tréteau saintongeais
- La Mérine à Nastasie, reprise de la célèbre pièce du Docteur Jean, avec Albert Mercier et Madelaine Rétaud
- La Ganipote (1953)
- Pire Entorse (1957)
- Feu Célestin et l'Air anatoumique (1958)
- La Fête à Siméon (1959)
- L'Ouillette (1962)
- Le Beurgaud roughe (1965)